# Helado de panceta
El helado de panceta (también llamado helado de panceta y huevo) es un helado que generalmente se elabora al agregar tocino a la crema de huevo y congelar la mezcla. El concepto de este postre se originó en un sketch de 1973 de la serie de comedia británica The Two Ronnies como una broma; una heladería de Nueva York lo recreó para el Día de los Inocentes en 1982. En la década de 2000, el chef inglés Heston Blumenthal experimentó con la receta de helado, lo que resultó en un flan similar a los huevos revueltos y con tocino para crear uno de sus platos exclusivos. Desde entonces, aparece en los menús de postres de otros restaurantes.

## Orígenes
En general, se espera que el helado sea un alimento dulce, que se come como postre, aunque hay evidencia de usos con sabores salados que se comían en la época victoriana. El helado de panceta se originó como una broma, un sabor poco apetecible, en el Ice Cream Parlor Sketch de 1973 de The Two Ronnies, donde un cliente pide helado con sabor a queso y cebolla, seguido de tocino ahumado.
En 1992, se creó el helado de panceta y huevo como un experimento del Día de los Inocentes en el local Aldrich's Beef and Ice Cream Parlour en Fredonia (Nueva York). Diez años antes, un vendedor de salsa desafió al copropietario Scott Aldrich para hacer helado de salsa de carne, plato que elaboró para el Día de los Inocentes de 1982. Aunque no fuera su creación más gustosa, Aldrich continuó su proyecto de lanzar otros sabores inusuales en el Día de los Inocentes, como «helado de espagueti con chocolate», «remolino de kétchup y mostaza», «pork and beans» o «chucrut y vainilla» en 1991. Al año siguiente, prepararon 57 litros de helado de panceta y huevo, que regalaron a cualquiera que quisiera probarlo. Esta receta generalmente recibió críticas positivas. En 1992, The Victoria Advocate informó:

A pesar de los nombres repugnantes, la mayoría de los sabores de broma [de Aldrich] saben bien, dijo. El tocino y el huevo saben a vainilla y ligeramente a nuez, aunque a veces se nota el ligero sabor de la yema de huevo escamosa.

En 2003, se inauguró la heladería Udder Delight en Rehoboth Beach (Delaware), especializada en sabores de helado «extravagantes». Entre otros tipos de postre, como su galardonado helado de mantequilla de cacahuete y mermelada, cuenta con un helado de tocino que sabe a mantequilla de nuez. El propietario, Chip Hearn, había incluido el sabor junto con otros diecisiete en un prueba para un grupo reducido solo por invitación, donde los catadores podían sugerir cambios y dar opiniones sobre el helado.

### Recreación de Heston Blumenthal
El chef inglés Heston Blumenthal crea platos insólitos utilizando la gastronomía molecular. Su restaurante The Fat Duck en Bray (Berkshire), ha ganado tres estrellas Michelín entre otros logros. Ya en 2001, Blumenthal creó sabores de helados salados como el de mostaza y el de cangrejo. En un artículo que explica el concepto de «encapsulación de sabor», Blumenthal explicó que el sabor es mucho más intenso en «ráfagas encapsuladas» que cuando se dispersa; por lo tanto, cuanto más se cocinan los huevos, más «se juntan las proteínas». Esto crea «bolsas de sabor a huevo» en el helado, que se liberan a medida que se derrite en la boca de los consumidores.

El helado de tocino y huevo [de Blumenthal] surgió a través de su interés en la «encapsulación del sabor»: cuyo principio significa que un solo grano de café triturado entre los dientes mientras se bebe agua caliente sabrá mucho más a café que el mismo grano triturado disuelto en el agua. Un día, usando ese principio, cocinó demasiado el flan de huevo para un helado, de modo que quedó prácticamente revuelto. Lo hizo puré e hizo un helado con él, que tenía un inmenso sabor a huevo... [que] no era particularmente agradable. Fue entonces cuando decidió ver si podía incorporar los tonos dulces del tocino ahumado en un helado de huevo. Vaya, funcionó.
Jay Rayner, The Observer

El helado tradicional consiste en flan de huevo congelado con sabores añadidos. Blumenthal bate las yemas de huevo con azúcar hasta que este interactúa con las proteínas de la yema, lo que crea una red de proteínas. Toda la sustancia se vuelve blanca, momento en el cual se puede agregar saborizante y cocinar. Mientras revuelve la mezcla, Blumenthal la enfría lo más rápido posible usando nitrógeno líquido. El helado de panceta y huevo de Blumenthal es uno de sus platos estrella.

## Recetas

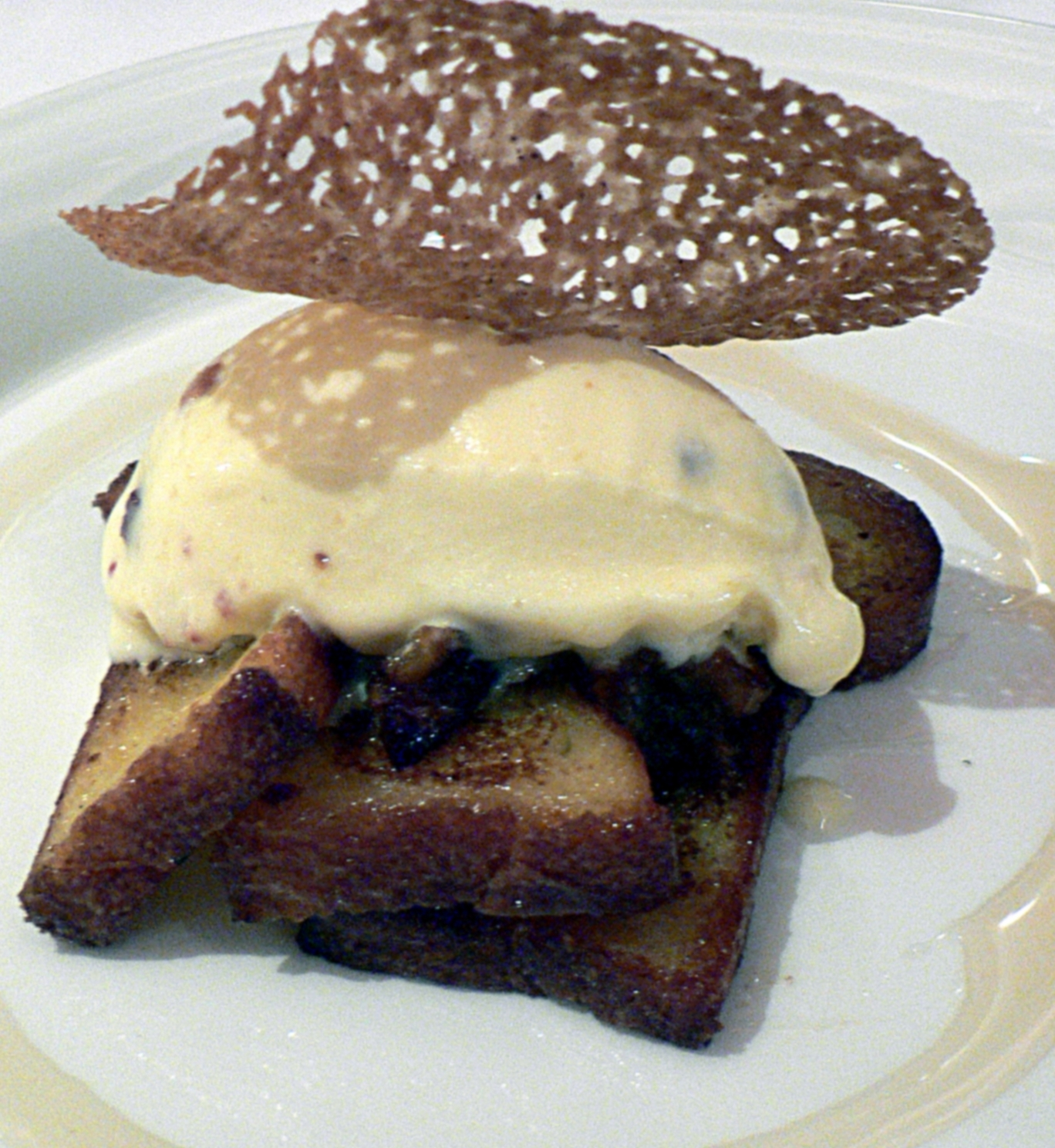
Una tostada francesa con helado de panceta.

Como el helado de panceta se creó en 1992 y saltó a la fama en la década de 2000, no existe una receta tradicional. Las elaboraciones generalmente implican añadir el tocino a una receta estándar de helado dulce, a menudo de vainilla, pero otras sugerencias incluyen café, ron o nuez. La salinidad de la panceta resalta la dulzura del helado. Según un artículo de Wired, el tocino se debe confitar antes de agregarlo, un proceso que consiste en hornear la carne en un jarabe de azúcar para endulzarlo, de manera similar a las tortitas en algunas partes de Estados Unidos.
La receta de Blumenthal utiliza helado sin aromatizar, pero que sabe a huevo. En la receta que aparece en The Big Fat Duck Cookbook, el tocino se tuesta ligeramente con la grasa y luego se infunde en leche durante diez horas. La mezcla infundida se calienta con huevo y azúcar para cocer en exceso los huevos, lo que aumenta su sabor, luego se tamiza, se pasa por un procesador de alimentos, se bate y se congela. El helado se sirve con torrijas caramelizadas, una compota de tomate, una rodaja de panceta endurecida con sirope de arce y gelatina de té. Desde entonces, el chef ha actualizado su receta para incluir un período de diez horas de remojo del tocino en una bolsa envasada al vacío antes de hornear. También cambió la presentación para que el helado descongelado se inyecte en cáscaras de huevo vacías, para que luego se abra en la mesa del cliente entre nitrógeno líquido.

## Recepción
El helado de panceta ha recibido una recepción mixta; como una combinación de sabores dulces y salados, fue diseñado para ser controvertido. En 2004, el chef rival Nico Ladenis pensó que el sistema de estrellas Michelín estaba haciendo «un gran flaco favor a la industria» al aclamar a Blumenthal como un genio para el helado de huevo y tocino, alegando que la originalidad por sí sola no debería merecer una condecoración. Blumenthal señaló que Ladenis nunca había probado el mencionado helado.
Trevor White ha sugerido que Blumenthal se había aferrado a una cultura en la que los comensales no pueden tener suficientes novedades, y comparó la receta con un freak show. Janet Street-Porter ha criticado la cocina de Blumenthal como pretenciosa; intentó preparar helado de tocino y huevo con la receta publicada en su libro de cocina The Big Fat Duck Cookbook (alterando la receta ligeramente). Describió el resultado como nauseabundo y «demasiado enfermizo para ponerlo en palabras».
El helado provocó un debate en Los Angeles Times, cuando la escritora gastronómica Noelle Carter describió el helado de tocino como una «perfección», pero la sección de salud publicó una fotografía de un bypass cardíaco y el titular «Helado de tocino. No puede salir nada bueno de él». El fabricante de helados Udder Delight de Delaware, Chip Hearn, elaboró el helado de tocino como un gancho para atraer a los clientes a su tienda, ya que permite que los comensales prueben cualquier sabor del establecimiento. Consideró que sus sabores lo diferenciaban de los muchos otros locales cercanos, y muchas personas acuden a probar el helado de panceta.